# Hyperaktivní močový měchýř
Hyperaktivní močový měchýř, známý také jako OAB syndrom (overactive bladder syndrome), je onemocnění urologického původu.
Tato diagnóza má však negativní vliv také na společenský, psychický, profesní i sexuální život pacienta. Původem nemoci je nesprávná funkce svaloviny močového měchýře, který se stahuje i v případě, kdy močový měchýř není zcela naplněn, z toho důvodu pacienta trápí neustálé a urgentní nutkání k močení.
V rámci hyperaktivního močového měchýře může docházet k úniku moči (inkontinence), není to však podmínkou diagnózy. Proto se často používá také spojení suchý hyperaktivní měchýř pro diagnózu bez úniku moči, s inkontinencí pak mluvíme o mokrém hyperaktivním měchýři.

## Příznaky hyperaktivního močového měchýře
- Časté močení
- Neodkladné nucení a močení (urgence)
- Časté noční močení (nykturie)
- Neschopnost udržet moč (urgentní inkontinence)

### Časté močení
O častém močení můžeme mluvit v případě, kdy je pacient nucen chodit na toaletu po hodině, 15 minutách a častěji, celkem vícekrát než 8krát denně. Při častém močení pacient vylučuje pouze malé množství moči. Je však nutné myslet, na to, zda pacient nepožil větší objem tekutin než obvykle, případně tekutiny s alkoholem, které působí močopudně, v takovém případě je zcela běžné, že pacient navštíví toaletu vícekrát.

### Neodkladné nucení a močení (urgence)
Imperativní močení, známé také jako urgentní močení či urgence je náhle vzniklé, silné a neodkladné nutkání na močení. Tento stav pacient velmi obtížně oddaluje, proto někdy dochází k nechtěnému úniku moči (urgentní inkontinence).

### Časté noční močení (nykturie)
V případě nykturie mluvíme o častém nočním močení, které pacienta probouzí více než jedenkrát za noc. V rámci nykturie se nepočítá první ranní močení ani močení během noci, kdy však pacient nepociťuje potřebu a je probuzen z jiného důvodu.

### Neschopnost udržet moč (urgentní inkontinence)
Urgentní inkontinence se projevuje jako zcela náhlé a velmi silné nucení na močení, jenž vede k nechtěnému úniku moči. který vzniká následkem křečovitých stahů svaloviny močového měchýře.
Pokud máte prvotní podezření, že se hyperaktivní močový měchýř týká i vás, udělejte si orientační online test. Rozhodně však neotálejte s návštěvou lékaře, která je stěžejní!

## Diagnostika hyperaktivního močového měchýře
Pro správnou diagnózu je nutno podstoupit několik vyšetření. Prvně je nutné, aby lékař zjistil veškeré údaje spojené s příznaky nemoci. Příznaky se posuzují také dle speciálních dotazníků a především záznamů pacienta do pitné mikční karty. V rámci této karty pacient zaznamenává přesný čas a množství přijatých tekutin. Zároveň se zapisuje objem i čas močení. Tyto údaje pacient zaznamenává po dobu nejméně dvou dnů. Mikční karta (mikční deník) existuje také v digitální podobě, a to konkrétně jako mobilní aplikace, která slouží k zaznamenávání údajů o pitném režimu a močení za pomoci mobilního telefonu nebo tabletu.
V druhé fázi lékař vyšetřuje moč pro zjištění případné přítomnosti zánětu, krve nebo nádorových buněk. U mužů pak může proběhnout zhodnocení velikosti a povrchu prostaty, u žen se vyšetřuje děložní čípek. V rámci určení diagnózy je nutné provést i vyšetření za pomoci ultrazvuku, kdy se vyšetřuje nejen močový měchýř, množství zbytkové moči po vymočení v něm, ale i stav ledvin.

## Léčba hyperaktivního močového měchýře
Mezi nejčastější způsoby léčby patří:
- Behaviorální terapie
- Elektrická stimulace
- Farmakoterapie

### Behaviorální terapie
Mezi první doporučení patří zdravý životní styl, především změna jídelníčku. Je vhodné zcela vynechat kořeněná jídla, kyselé citrusové plody, pít dostatečné množství vody (přibližně 2 litry během dne), omezení alkoholických a kofeinových nápojů. Doporučuje se i příjem potravin s vlákninou. Pomoci může i posilování pánevního dna především za pomoci cvičení s názvem Kegelovy cviky.

### Elektrická stimulace
Při tomto způsobu léčby dochází k stimulaci aferentních vláken nervus punendus. Při tomto efektu dochází také k dráždění eferentních vláken, čímž je zvýšena kontraktilita (stahování) příčně pruhovaného uretrálního svalu a svaloviny pánevního dna.

### Farmakoterapie
Pro léčbu hyperaktivního močového měchýře je možná i farmakoterapie, kdy se na českém trhu nabízí celá řada léčiv, která mají vliv na zakončení v močovém měchýři. Tyto léky se obecně nazývají spasmolytika (anticholinergika), mezi nejčastěji užívané patří trospium chlorid, oxybutinin, tolterodin, solifenacin a nejnovější fesoterodin.